# Бахматюк, Олекса
Олекса (Александр) Бахматюк (Бахматник, Бахминский, Бахмицкий) (10 декабря 1820, Косов, Гуцульщина, Королевство Галиции и Лодомерии, Австрийская империя (ныне Ивано-Франковской области Украины) — 15 марта 1882, там же) — украинский мастер декоративной росписи на кафеле.

## Биография
Гуцул. Родился в семье гончара Петра Бахматника, который занимался изготовлением преимущественно неглазурованной посуды. Гончарному промыслу учился у отца, а затем у известного местного мастера Ивана Баранюка. Некоторое время работал вместе с отцом, а после его смерти в 1851 году начал производить керамику самостоятельно.

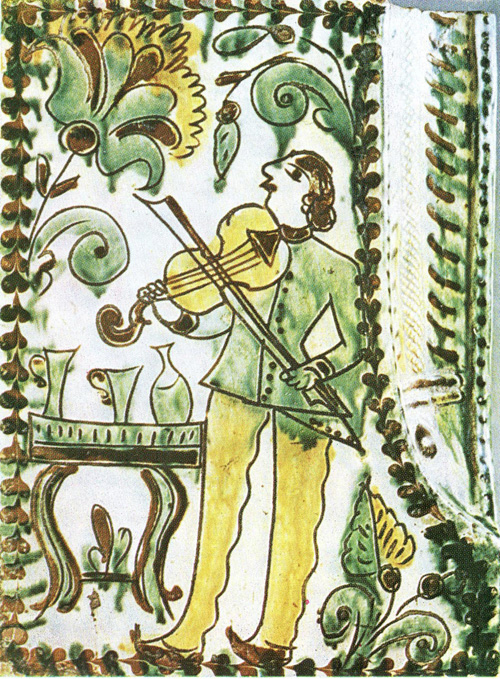
Олекса Бахматюк. Кафель «Скрипач». около 1870

Несколько раз избирался руководителем местного гончарного цеха. Творчество мастера имело большое влияние на развитие гончарства в Косове и в целом на Гуцульщине и Покутье. В 1873 году участвовал в международной выставке в Вене, в 1877 году — в Галицкой краевой выставке во Львове, в 1880 году — в Этнографической выставке в Коломые. На Галицкой краевой выставке занял первое место, был награждён Медалью за заслуги и пятью золотыми дукатами за качественно изготовленные и красиво декорированные изделия. На выставке в Коломые гончар О. Бахматюк представил кафельную печь, подсвечники и посуду (миски, жбаны, вазоны и др.). Известно, что тогда Венский императорский двор приобрёл кафельную печь мастера. О О. Бахматюке писали в местных и зарубежных изданиях, а о необходимости изучения творческого наследия мастера говорилось в школьных учебниках и Уставе Коломыйской гончарной школы, основанной в 1876 году.
В ЭСБЕ в 1891 году писали о нём как о самоучке, изделия которого отличаются правильной орнаментацией и необыкновенно красивой эмалью собственного изобретения.
О. Бахматюк никому не раскрыл своего секрета приготовления эмали, после него остались только его изделия.

## Память
- Его именем названа улица в Коломые.